# Fernando García Puchades
Fernando García Puchades, plus connu sous le nom de Nando, né le 13 juin 1994 à Valence, est un footballeur espagnol qui évolue au poste d'ailier.